# 阿尔菲·麦卡尔蒙特
阿尔菲·約翰·麦卡尔蒙特（英語：Alfie John McCalmont，2000年3月25日—）是北愛爾蘭的一位職業足球運動員，在場上的位置是中場。現效力於英超球隊 列斯聯。

## 球會生涯

### 列斯聯
麦卡尔蒙特於瑟斯克出生，年少時在列斯聯學習踢足球。他在2019年1月22日與球會簽下首份職業合約至2021年夏天。該球季期間，他是球會發展隊的常規成員，並贏得職業發展北部聯賽冠軍，然後在決賽擊敗伯明翰贏得全國冠軍。
2019年8月13日英格蘭足球聯賽盃對沙福特城的比賽，他首次獲得上場機會，在70分鐘以替補身份上場換下積克·奇勒。之後8月27日聯賽盃對斯托克城的比賽，他以先發身份上場，球隊雖以2-2打平，但在點球大戰以4-5輸了比賽。自2020年3月起，2019冠状病毒使所有英格蘭足球聯賽暫停，球季於6月恢復，而麦卡尔蒙特亦是球隊的一份子，與球隊一起贏得該季英冠冠軍，晉級至來季英超聯賽。雖然他未曾在聯賽上場，使他有足夠次數入選替補名單使他能享此榮譽。
2020年8月，他與球會簽下一份新的四年合約。9月25日他被外借至英乙球會奥尔德姆至季末。11月10日英格蘭足球聯賽錦標賽對布拉德福德城的比賽，他打進在奥尔德姆首顆進球，這亦是他職業生涯首顆進球。2021年7月，他被外借至莫克姆一個球季。

## 國家隊生涯
麦卡尔蒙特曾代表北愛爾蘭各年齡層的青年代表隊上場，包括上至北愛爾蘭U21。2019年他被徵召前往參加北愛爾蘭成年代表隊夏季集訓營，9月5日首次代表北愛爾蘭上場參加對盧森堡的比賽，他在60分鐘換下喬治·薩維爾上場。2021年6月，由於他在英乙球隊奥尔德姆出色的表現，他再次被北愛爾蘭徵召參加對馬爾他和烏克蘭的比賽。
2021年9月2日，他首次代表北愛爾蘭上場參加正規比賽，在2022年國際足協世界盃外圍賽對立陶宛的比賽，他在第82分鐘換入上場，最終北愛以4-1取勝。

## 榮譽
列斯聯
- 英格蘭足球冠軍聯賽：2019–20[16]